# Praslin
Praslin là hòn đảo lớn thứ nhì (38,5 km²) ở Seychelles, nằm cách Mahé 44 km (27 mi) về phía đông bắc. Praslin có dân số chừng 7.533 người, bao gồm hai đơn vị hành chính: Baie Sainte Anne và Grand' Anse. Các điểm dân cư chính là Baie Ste Anne, Anse Volbert và Grand' Anse.
Nhà thám hiểm Lazare Picault đặt cho nó cái tên Isle de Palmes vào năm 1744. Đương thời nó là nơi ẩn náu cho hải tặc và thương gia Ả Rập. Năm 1768, nó được đặt tên Praslin nhằm vinh danh nhà ngoại giao người Pháp César Gabriel de Choiseul, duc de Praslin.
Praslin ngày nay là một điểm du lịch với nhiều khách sạn và khu nghỉ dưỡng, cùng vài bải biển như Anse Lazio và Anse Georgette.
Trên đảo vẫn còn rừng nhiệt đới, với những loài chim đặc như như Hypsipetes crassirostris và Coracopsis barklyi. Khu bảo tồn thiên nhiên Vallée de Mai, lập nên năm 1979, nổi danh nhờ coco de mer và phong lan Vanilla.
Praslin có sân bay đảo Praslin. Những đảo lân cận gồm đảo Curieuse, La Digue, đảo Cousin, đảo Cousine và đảo Aride. Có vài đảo nhỏ ven nhờ như đảo Round (0.193 km²) và Chauve Souris (0,007 km²), cả hai có khách sản.
Mạn nam đảo thuộc về Vườn quốc gia Praslin và Vùng chim quan trọng lân cận.

## Hình ảnh

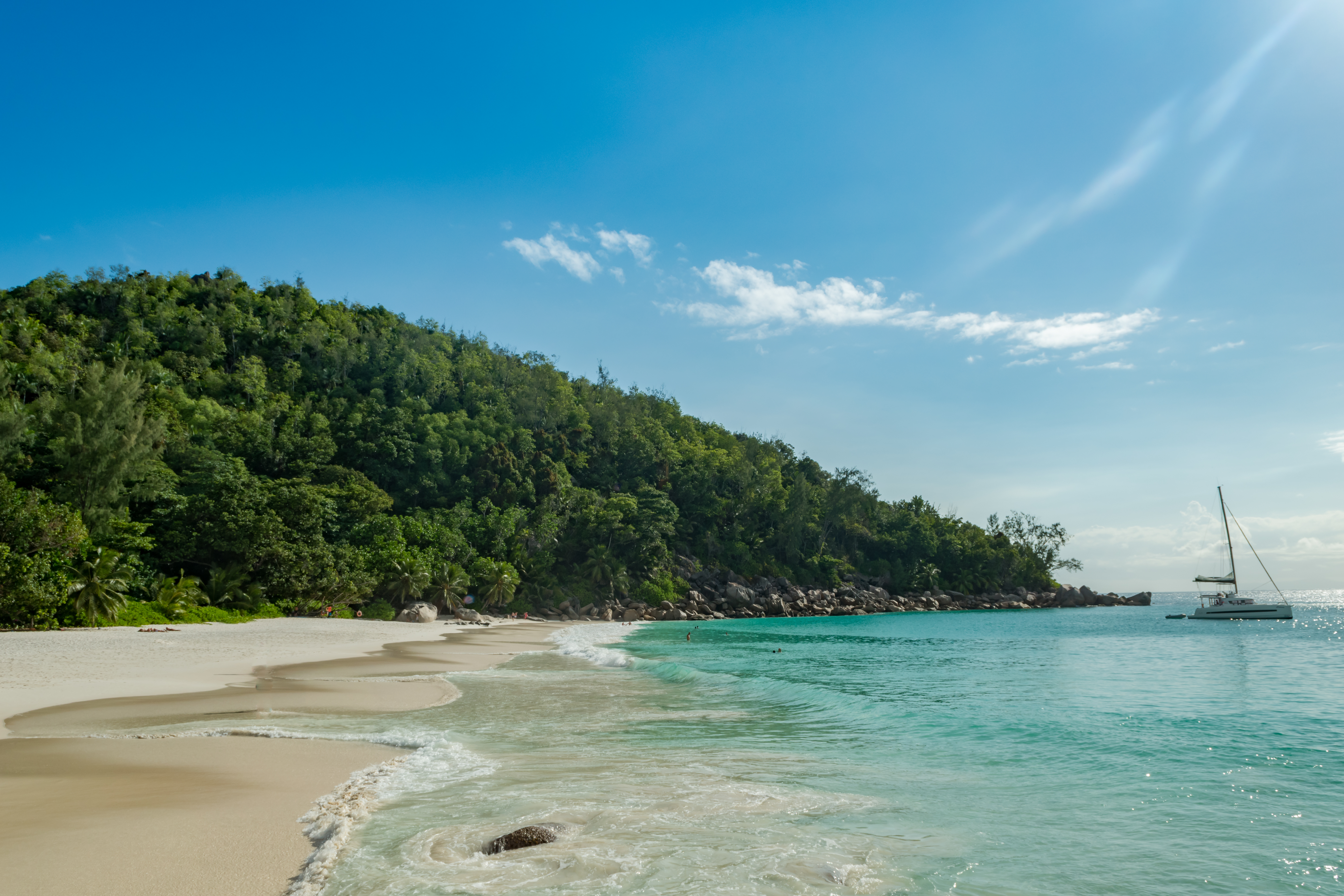
Bãi Anse Georgette, Praslin
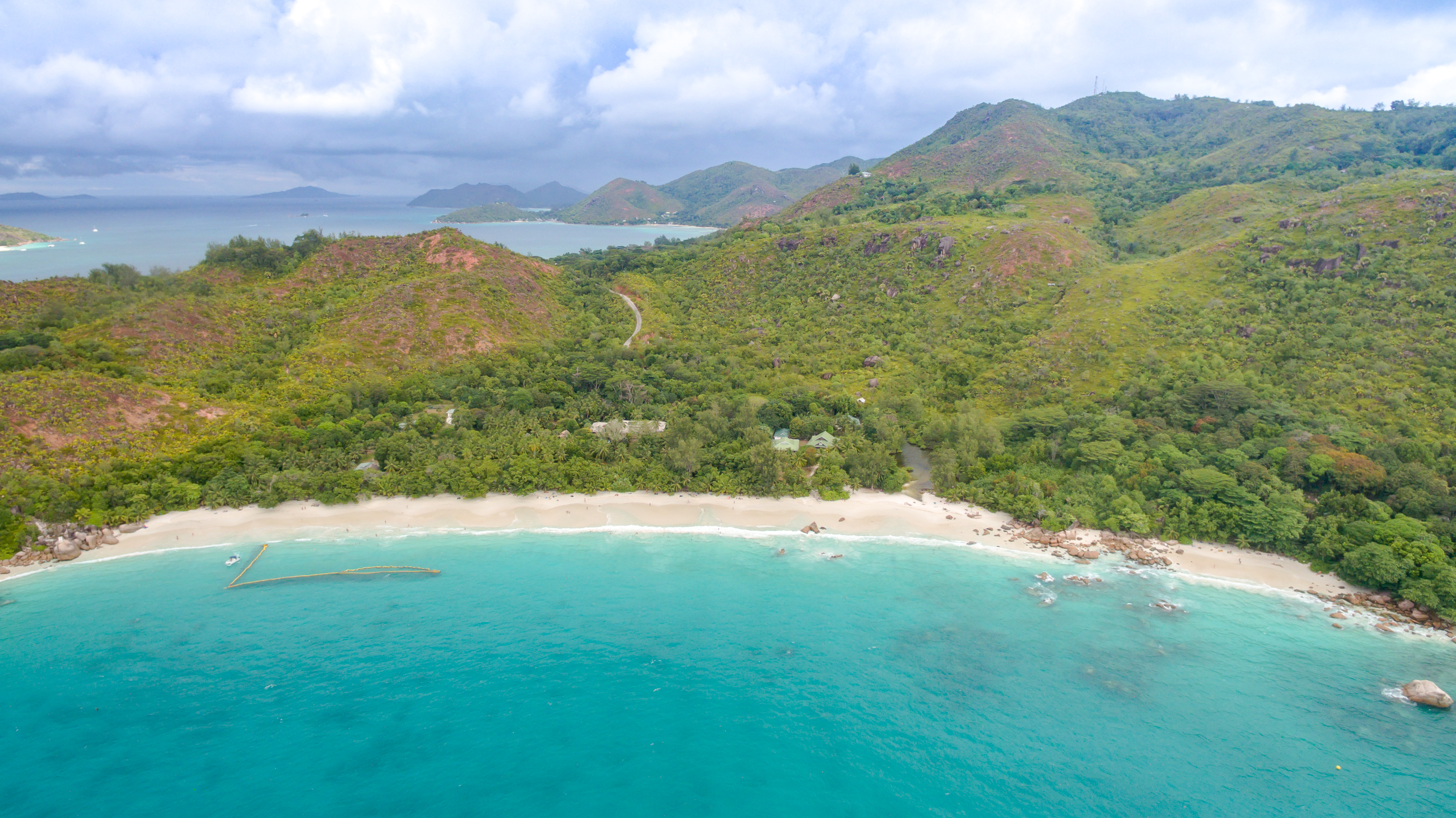
Bãi Anse Lazio, Praslin
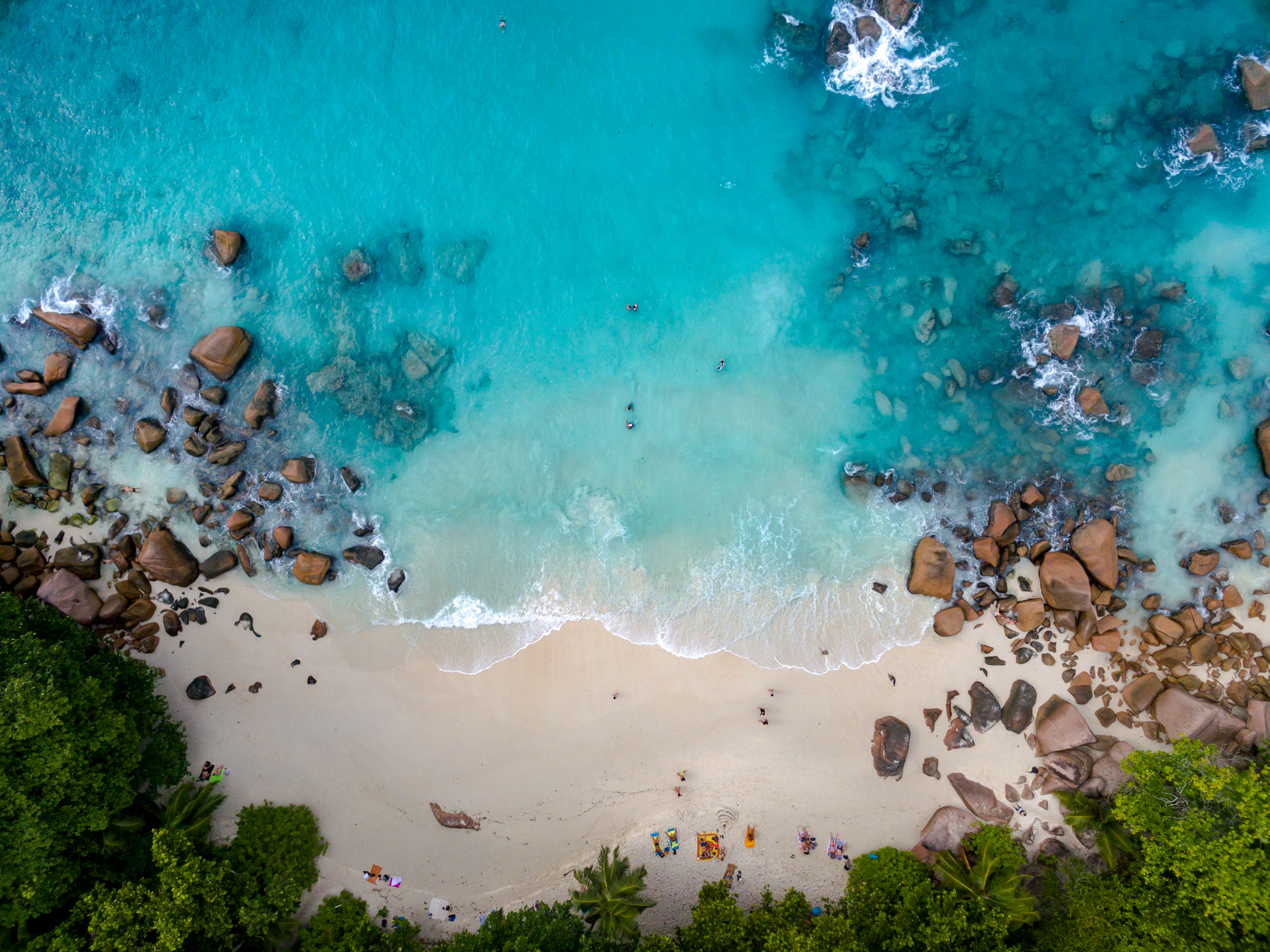
Bãi Anse Lazio
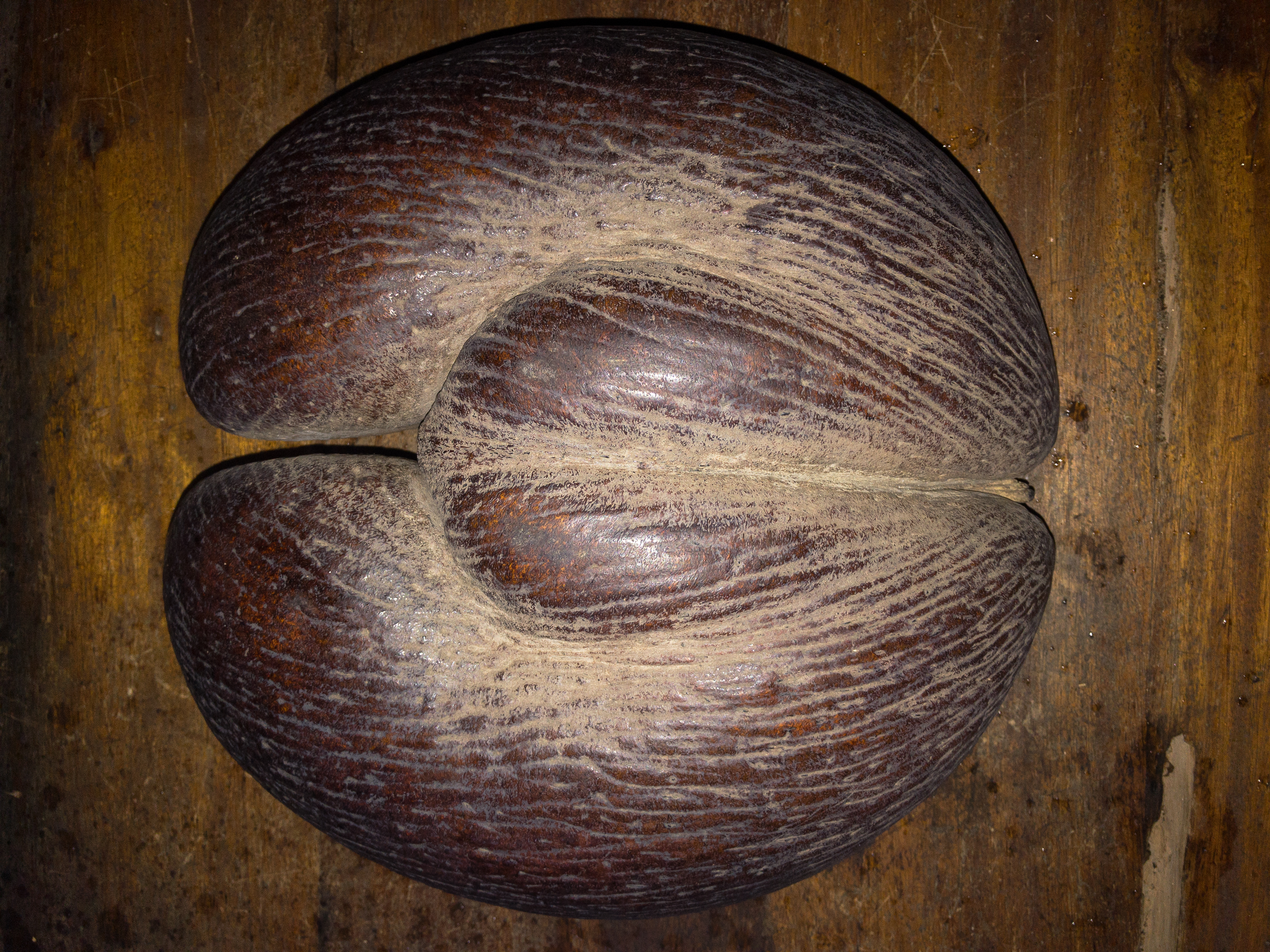
Coco de Mer ở Praslin
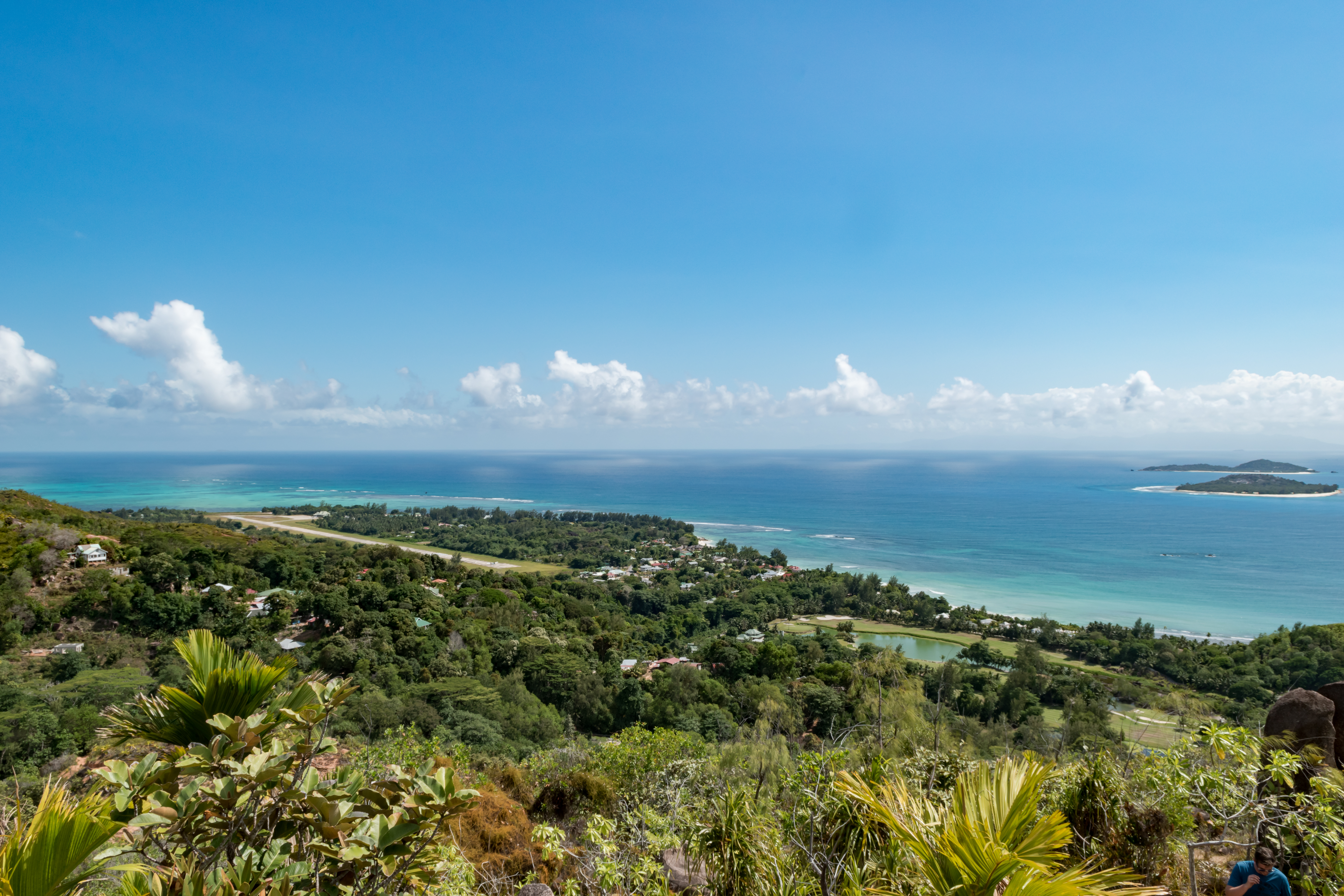
Praslin, Seychellen
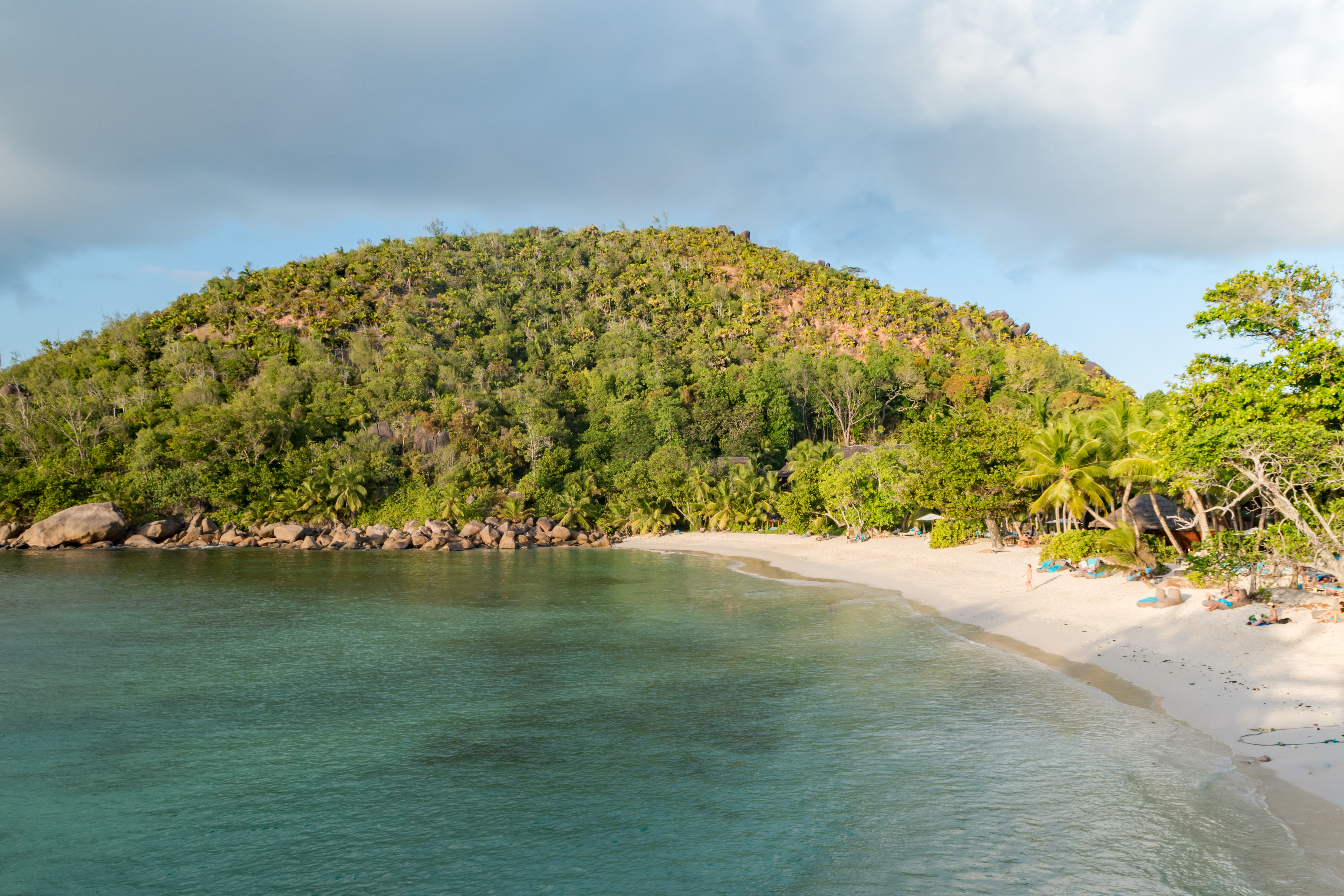
Bãi Petite Anse Kerlan, Praslin
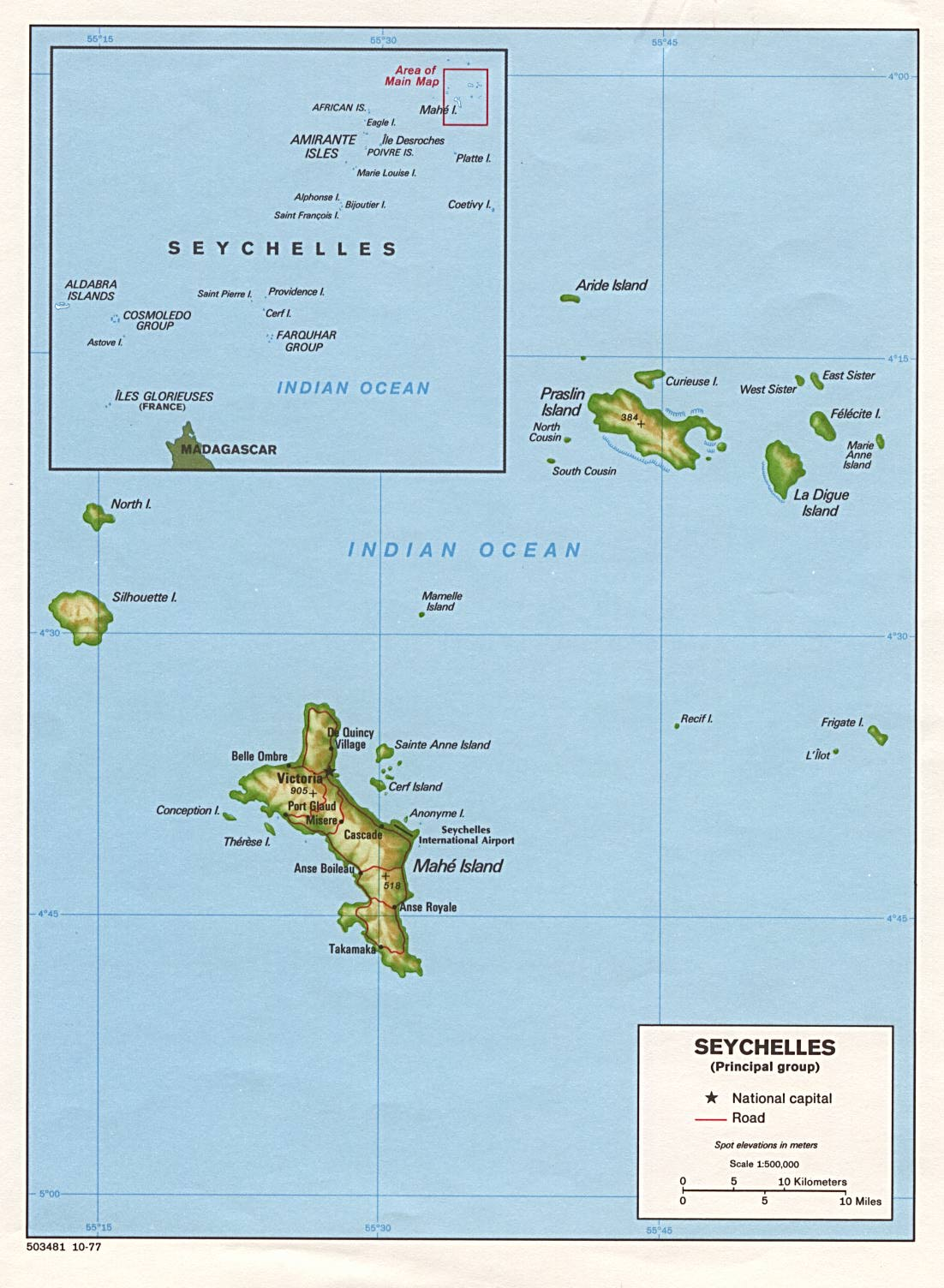
Vị trí của Praslin tại Seychelles
Bản đồ Praslin
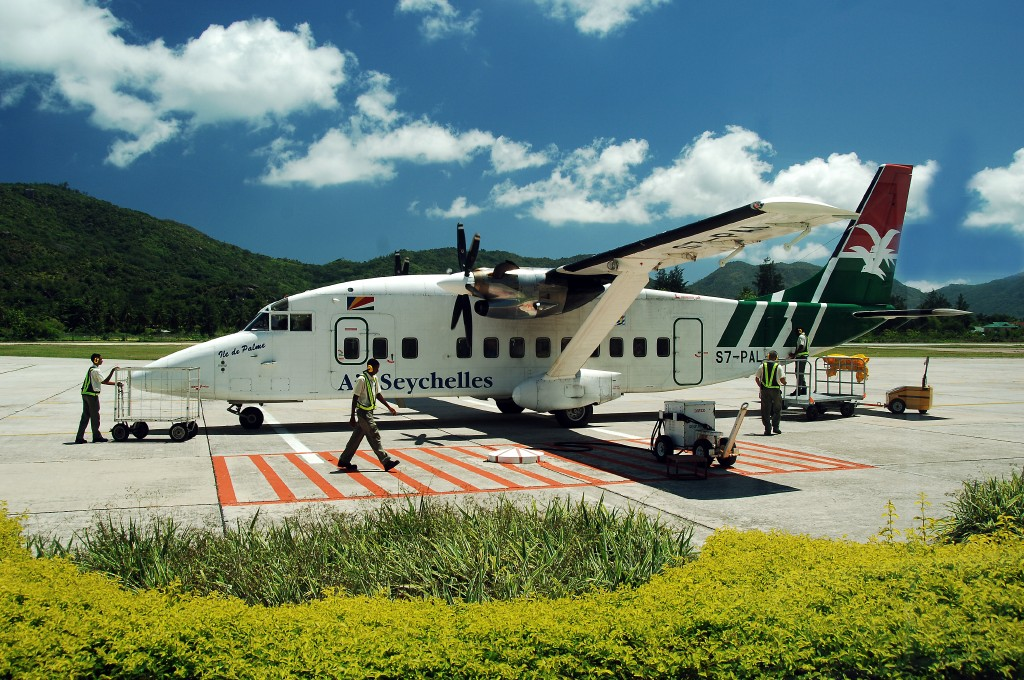
Sân bay Praslin
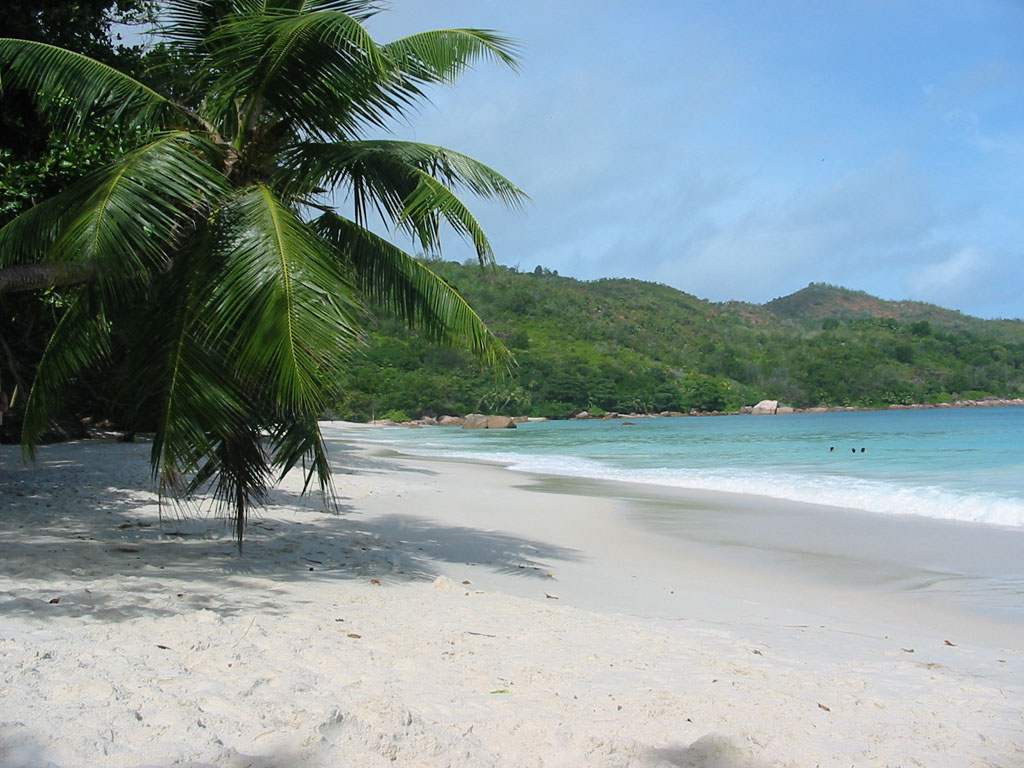
Bãi Anse Lazio
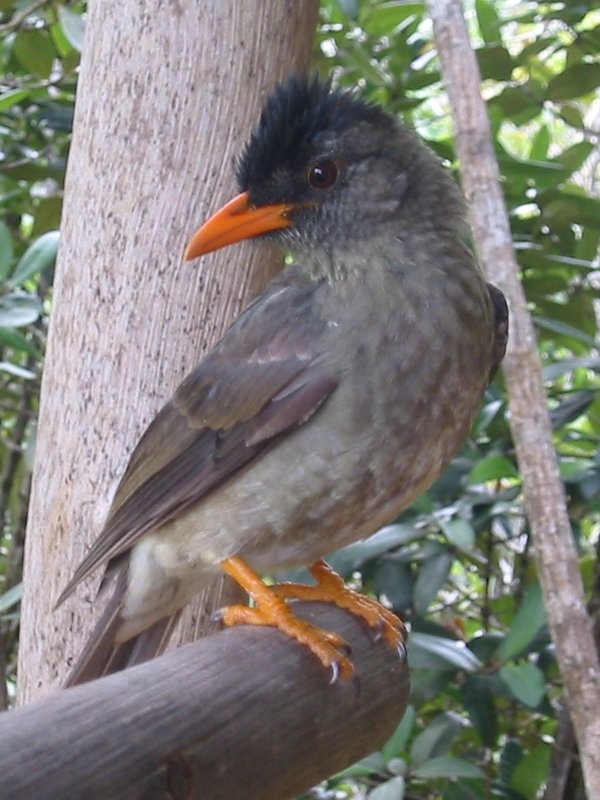
Hypsipetes crassirostris trên Praslin
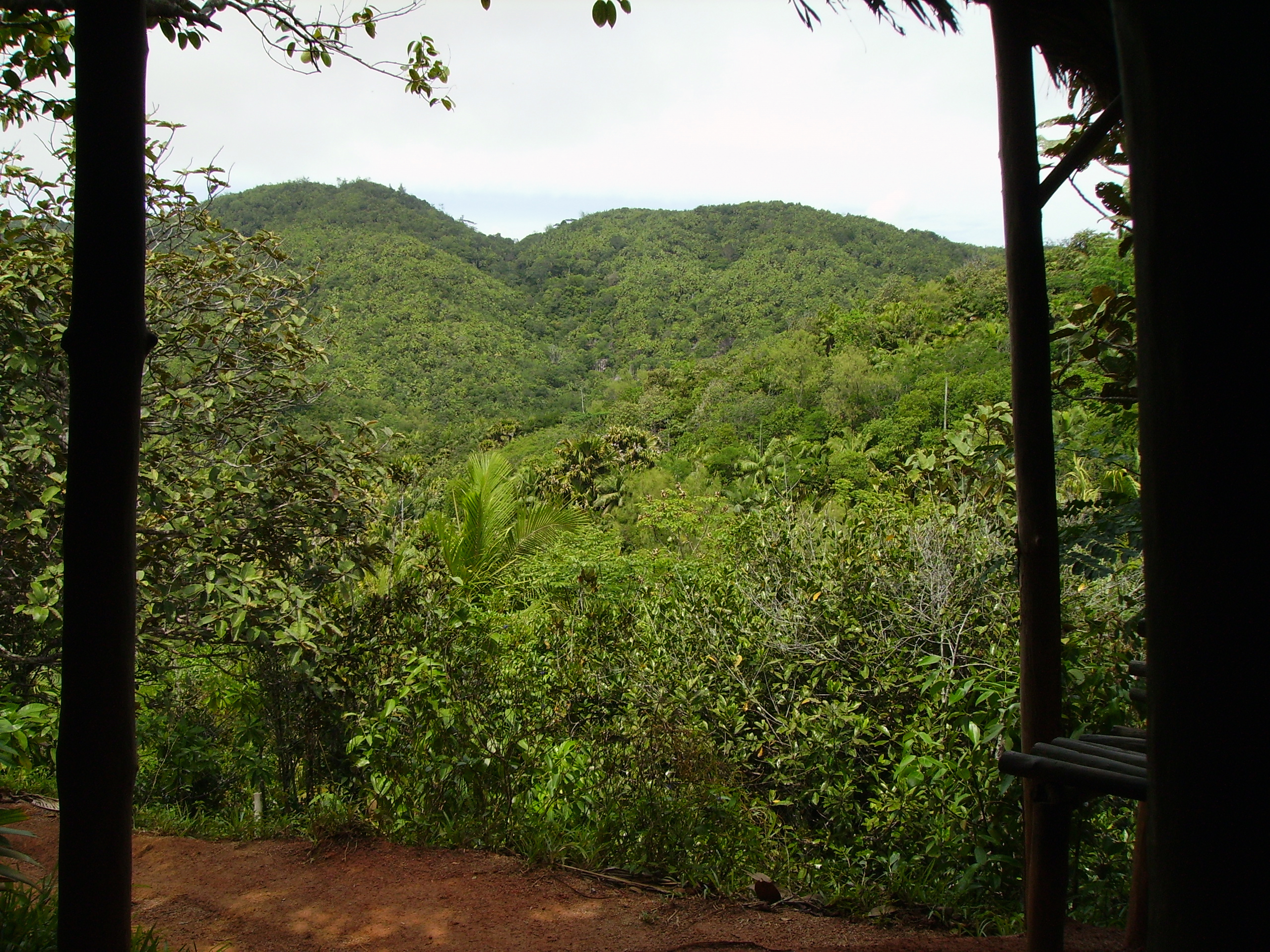
Vallée de Mai
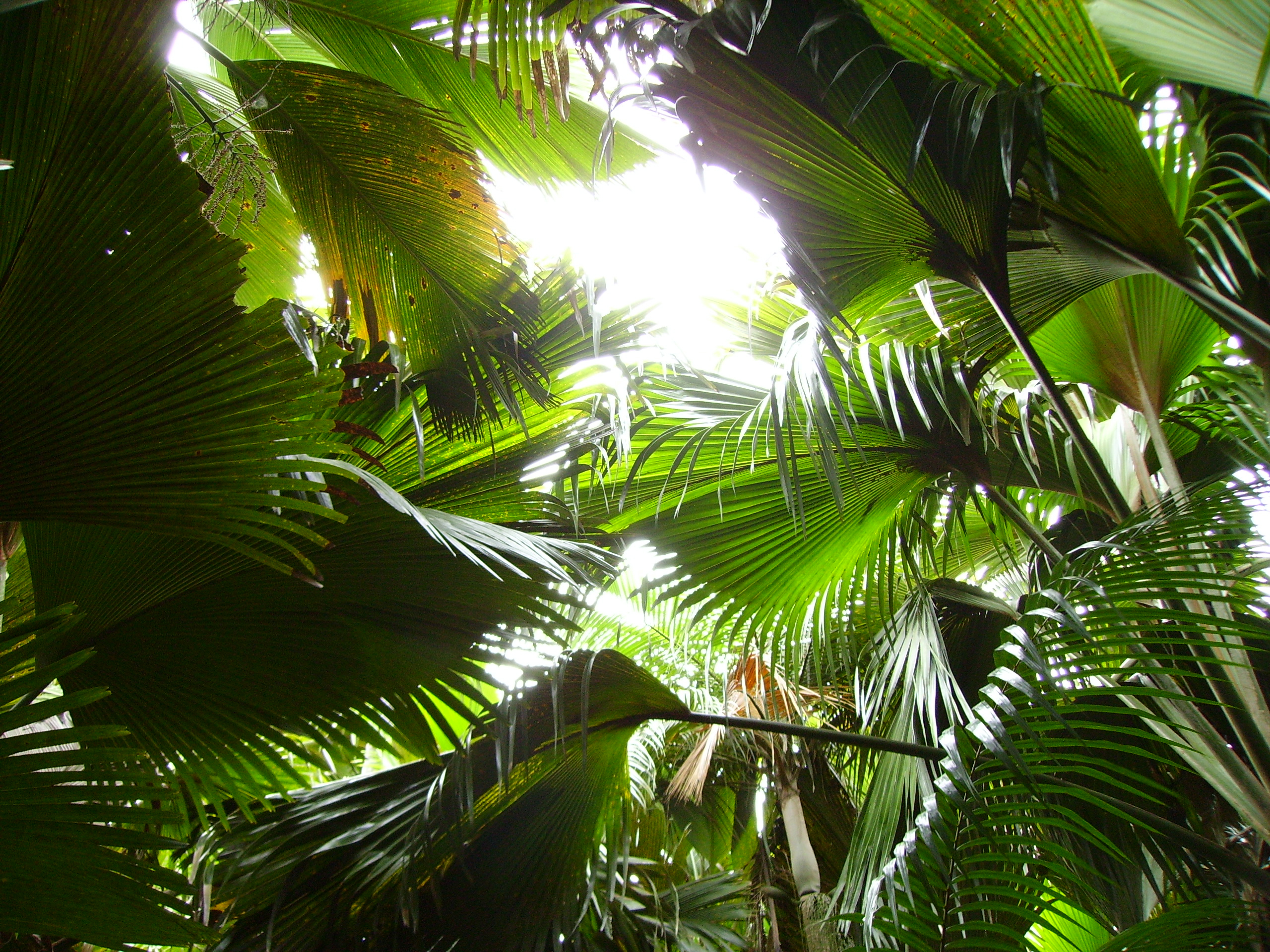
Coco de mer
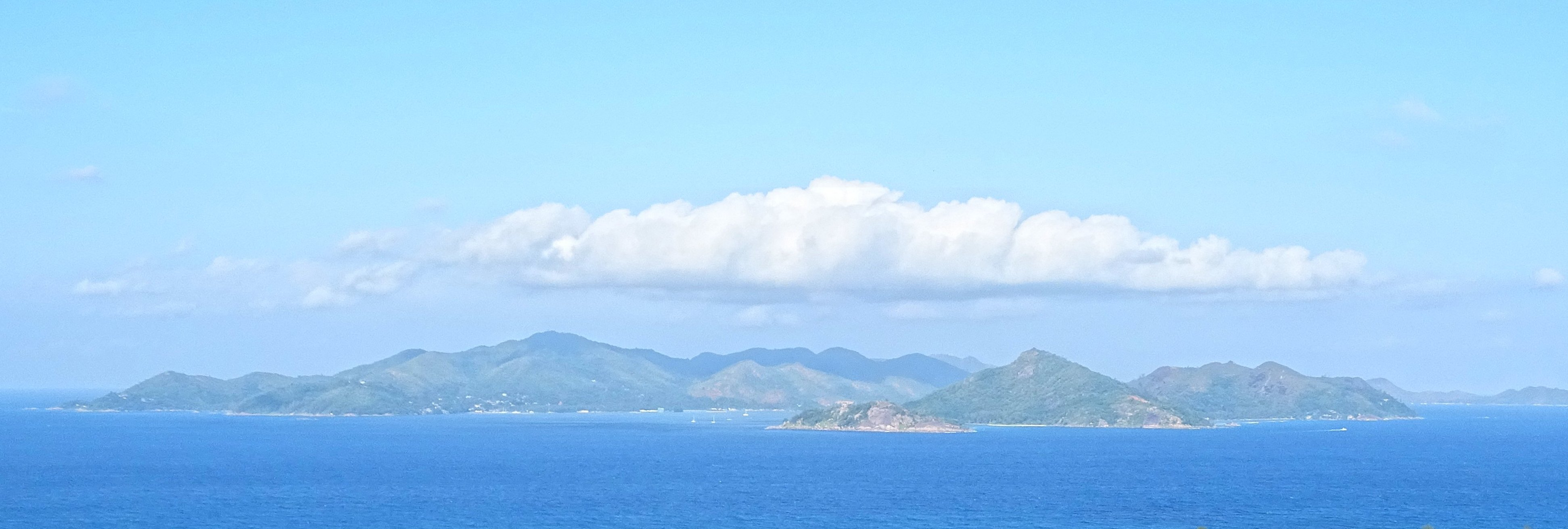
Praslin nhìn từ phía đông
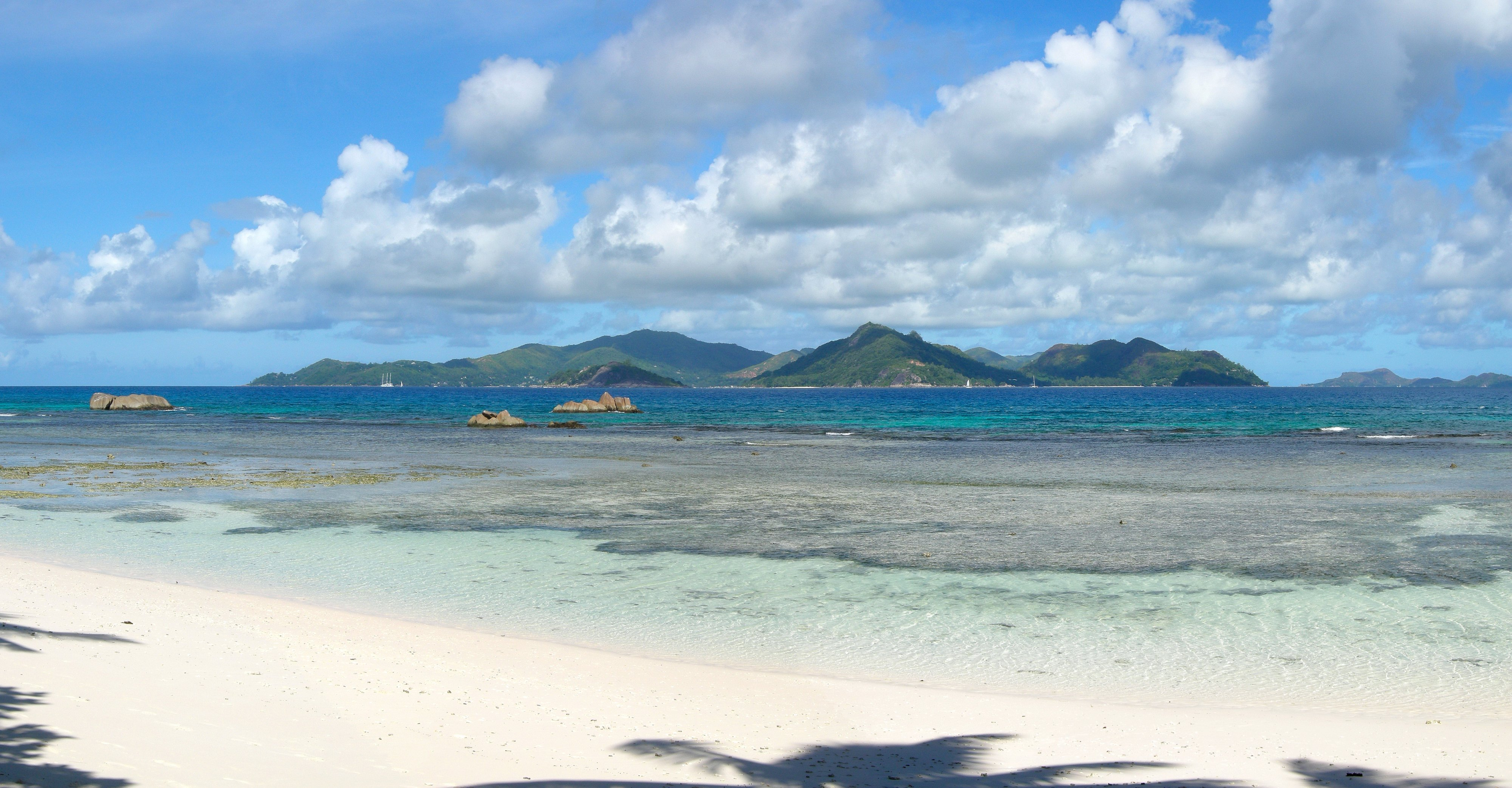
Cảnh Praslin nhìn từ Anse Sévère, La Digue, Seychelles